# Domenico Mennitti
Domenico Mennitti (Termoli, 11 agosto 1939 – Brindisi, 6 aprile 2014) è stato un politico e giornalista italiano, per un periodo vice segretario nazionale del MSI-DN, nonché sindaco di Brindisi dal 2004 al 2011.

## Biografia
Agli inizi degli anni cinquanta si trasferì a Brindisi e lì iniziò la sua carriera giornalistica, dove fondò e diresse la "Gazzetta di Brindisi".

### Nel MSI
Entrò presto in politica, alla fine degli anni '50, e fece parte della direzione nazionale giovanile del MSI.

È stato eletto nel 1979 deputato della VIII legislatura della Camera dei deputati per il Movimento Sociale Italiano - Destra Nazionale, venendo riconfermato nel 1983 e nel 1987. Ha fatto parte di alcune commissioni della Camera tra cui:
- Commissione Bilancio e Partecipazioni statali nell'VIII, IX e X legislatura;
- Commissione parlamentare per la ristrutturazione e riconversione industriale e per i programmi delle Partecipazioni statali nell'VIII, IX e X legislatura.

Dirigente del Movimento Sociale Italiano - Destra Nazionale, al congresso di Sorrento del 1987 si candida alla segretaria del partito per la componente interna "Proposta Italia", ma giunge terzo dopo Gianfranco Fini e Pino Rauti. Al congresso di Rimini del 1990, sostiene Rauti, che viene eletto e di cui diviene vice segretario vicario, fino alle sue dimissioni dal partito nel 1991, quando Fini torna alla segreteria. 
Dopo aver fondato e diretto dal 1985 al 1991 la rivista di area "Proposta", nel 1991 lascia anche il seggio da deputato e diviene direttore del quotidiano "Roma" di Napoli.

### In Forza Italia
Nel 1994 rientra in politica, ed è tra i fondatori di Forza Italia, partito di cui diviene coordinatore nazionale e membro del Comitato di Presidenza, fino al 1996. Sempre nel 1994 fonda con Vittorio Mathieu e dirige la rivista di cultura politica Ideazione, organo della fondazione omonima da lui presieduta. È anche editorialista de Il Giornale, Il Tempo, Il Mattino, La Gazzetta del Mezzogiorno, Nuovo Quotidiano di Puglia e Corriere del Mezzogiorno. 
Si candida alle elezioni europee del 1999 nelle liste di FI, risultando secondo dei non eletti. Nel 2001 subentra a Guido Viceconte e aderisce al Partito Popolare Europeo.
Membro dell'Ufficio di presidenza, presiede la Delegazione alla commissione parlamentare mista UE-Romania. 
Alle elezioni comunali del 12 e 13 giugno 2004 è eletto sindaco di Brindisi con una coalizione di centro destra, al primo turno con il 53,8% dei voti. In luglio si dimette da deputato europeo.
Il 21 e il 22 giugno 2009 è riconfermato al ballottaggio con il 52,5% dei consensi. Nell'aprile 2011 ha preannunciato le sue dimissioni dalla carica di sindaco, motivate da ragioni di salute. Le dimissioni sono divenute efficaci il 31 agosto; il 2 settembre successivo si è insediato il commissario prefettizio.

### Morte
È morto nel 2014 all'età di 74 anni dopo una lunga malattia.

## Pubblicazioni
- Rapporto sulle partecipazioni statali, Roma, I.S.C., 1983.
- Brindisi, una nuova idea di città, Roma, 2004.
- Destra e democrazia: dall'ideologia al progetto, Bari, Progedit, 2010. ISBN 978-88-6194-094-9.
- Un'altra idea del Mezzogiorno, Lecce, D.cò, 2012. ISBN 978-88-9066-101-3.